# あらすじ
| ウィキペディアには「あらすじ」という見出しの百科事典記事はありません（タイトルに「あらすじ」を含むページの一覧/「あらすじ」で始まるページの一覧）。 代わりにウィクショナリーのページ「あらすじ」が役に立つかもしれません。 |